# Hervé Juvin
Hervé Juvin (ur. 29 stycznia 1956 w Malestroit) – francuski eseista, publicysta i konsultant, poseł do Parlamentu Europejskiego IX kadencji.

## Życiorys
Kształcił się w Instytucie Nauk Politycznych w Paryżu. Zajął się działalnością konsultingową, doradzając m.in. instytucjom finansowym. W 1989 założył think tank Equinoxe. W latach 90. pełnił funkcję sekretarza generalnego fundacji Fondation Finance, której przewodniczącym był Raymond Barre. Później kierował think tankiem Observatoire Eurogroup Consulting, związanym z przedsiębiorstwem konsultingowym. Był też wiceprzewodniczącym AGIPI, organizacji pozarządowej sektora ubezpieczeniowego. Jest autorem licznych książek z zakresu ekonomii, finansów i zarządzania.
W ramach aktywności politycznej podjął współpracę z Frontem Narodowym (przekształconym w 2018 w Zjednoczenie Narodowe). W trakcie kampanii prezydenckiej w 2017 współtworzył przemówienia Marine Le Pen, głównie z zakresu ekologii. W wyborach w 2019 uzyskał mandat eurodeputowanego IX kadencji. W 2021 bezskutecznie ubiegał się o prezydenturę regionu Kraj Loary, został wówczas wybrany do rady regionalnej.
W 2022 został prawomocnie skazany na karę grzywny za stosowanie przemocy fizycznej wobec żony.

## Publikacje
- Le devoir de gestion: quand l'Etat-Providence se retire, chacun doit gérer sa vie, Éditions Les Djinns, Paryż 1996.
- Les marchés financiers: voyage au coeur de la finance mondiale, Éd. d'Organisation, Paryż 2003.
- L'Avènement du corps, Gallimard, Paryż 2006.
- Produire le monde. Pour une croissance écologique, Gallimard, Paryż 2008.
- L'Occident mondialisé: Controverse sur la culture planétaire (współautor Gilles Lipovetsky), Grasset, Paryż 2010.
- Le renversement du monde. Politique de la crise, Gallimard, Paryż 2010.
- La grande séparation. Pour une écologie des civilisations, Gallimard, Paryż 2013.
- Le Mur de l'Ouest n'est pas tombé: Les idées qui ont pris le pouvoir et comment le reprendre, Éditions Pierre-Guillaume de Roux, Paryż 2015.
- Le gouvernement du désir, Gallimard, 2016.
- France, le moment politique: Pour que la France vive!, Éditions du Rocher, Monako 2018.